# Viriville
Viriville település Franciaországban, Isère megyében. Lakosainak száma 1704 fő (2022. január 1.). Viriville Châtenay, Marcilloles, Marnans, Montfalcon, Roybon, Saint-Clair-sur-Galaure és Thodure községekkel határos.

## Népesség
A település népessége az elmúlt években az alábbi módon változott:
| Lakosok száma | 1130 | 1167 | 1225 | 1291 | 1635 | 1634 | 1630 | 1664 | 1681 | 1704 |
|               | 1968 | 1982 | 1990 | 2006 | 2013 | 2015 | 2017 | 2019 | 2020 | 2022 |